# Дивизия Монбрена (Франция)
Дивизия лёгкой кавалерии Монбрена (фр. division de cavalerie légère Montbrun) — формирование лёгкой кавалерии (соединение, дивизия), созданное Наполеоном 30 марта 1809 года в ходе подготовки французской армии к новой возможной войне против Австрии. Дивизия состояла их двух кавалерийских бригад, входивших в состав Рейнской армии маршала Даву.
Дивизия блестяще проявила себя в ходе кампании, успешно сражалась при Регенсбурге, и особенно при Ваграме, где внесла огромный вклад в разгром левого фланга австрийцев.
2 марта 1810 года Наполеон начал реорганизацию и расформирование частей, дислоцированных на территории Германии. Дивизия была распущена, Монбрен получил новое назначение в Армию Португалии, бригада Жакино осталась в составе войск Даву, а бригада Пажоля получила приказ вернуться на территорию Франции.

## Командир дивизии

### Командир дивизии
- дивизионный генерал Луи-Пьер Монбрен (30 марта 1809 – 2 марта 1810)

### Начальники штаба дивизии
- полковник штаба Ноэль Пети-Прессиньи (30 марта 1809 – 16 мая 1809)
- полковник штаба Жозеф Тавернье (16 мая 1809 – 2 марта 1810)

## Подчинение и номер дивизии
- 1-я дивизия лёгкой кавалерии корпуса резервной кавалерии[К 1] Армии Германии (1 апреля 1809 года).

## Кампании и сражения
Австрийская кампания 1809 года
- Амберг (13 апреля 1809)
- Пайссинг (19 апреля 1809)
- Абенсберг (20 апреля 1809)
- Экмюль (21 — 22 апреля 1809)
- Регенсбург (23 апреля 1809)
- Ноймарк (24 — 25 апреля 1809)
- Эберсберг (3 мая 1809)
- Рааб (13 — 14 июня 1809)
- Ваграм (5 — 6 июля 1809)
- Холлабрунн (9 июля 1809)
- Цнайм (10 — 11 июля 1809)

## Состав дивизии
- 1-я бригада (командир – бригадный генерал Клод Пажоль)
  - 5-й гусарский полк
  - 7-й гусарский полк (до 21 мая 1809 года)
  - 11-й конно-егерский полк
  - 12-й конно-егерский полк (с 14 мая 1809 года)
- 2-я бригада (командир – бригадный генерал Шарль Жакино)
  - 1-й конно-егерский полк
  - 2-й конно-егерский полк
  - 12-й конно-егерский полк (до 14 мая 1809 года)
  - 7-й гусарский полк (с 21 мая 1809 года)

- 3-я бригада (командир – бригадный генерал Ипполит де Пире)
  - 8-й гусарский полк
  - 16-й конно-егерский полк

## Организация и численность дивизии по датам
На 22 апреля 1809 года:
- командир дивизии – дивизионный генерал Луи-Пьер Монбрен
- начальник штаба дивизии – полковник штаба Ноэль Пети-Прессиньи
- 1-я бригада (командир – бригадный генерал Клод Пажоль)
  - 5-й гусарский полк (3 эскадрона, командир — полковник Пьер Дери)
  - 7-й гусарский полк (3 эскадрона, командир — полковник Робер Кюстин)
  - 11-й конно-егерский полк (4 эскадрона, командир — полковник Матьё Дезира)
- 2-я бригада (командир – бригадный генерал Шарль Жакино)
  - 1-й конно-егерский полк (4 эскадрона, командир — полковник Шарль-Андре Меда)
  - 2-й конно-егерский полк (3 эскадрона, командир — полковник Жан Матис)
  - 12-й конно-егерский полк (3 эскадрона, командир — полковник Клод Гюйон)

- 3-я бригада (командир – бригадный генерал Ипполит де Пире)
  - 8-й гусарский полк (4 эскадрона, командир — полковник Жан-Батист Лаборд)
  - 16-й конно-егерский полк (4 эскадрона, командир — полковник Луи Мопуан)

- дивизионная артиллерия
  - Всего: 28 эскадронов[3].

На 5 июля 1809 года:
- командир дивизии – дивизионный генерал Луи-Пьер Монбрен
- начальник штаба дивизии – полковник штаба Жозеф Тавернье
- 1-я бригада (командир – бригадный генерал Клод Пажоль)
- начальник штаба бригады – полковник штаба Ноэль Пети-Прессиньи
  - 5-й гусарский полк (3 эскадрона, 681 человек, командир — полковник Пьер Дери)
  - 11-й конно-егерский полк (4 эскадрона, 691 человек, командир — полковник Матьё Дезира)
  - 12-й конно-егерский полк (3 эскадрона, 718 человек, командир — полковник Клод Гюйон)
- 2-я бригада (командир – бригадный генерал Шарль Жакино)
  - 7-й гусарский полк (3 эскадрона, 491 человек, командир — полковник Робер Кюстин)
  - 1-й конно-егерский полк (4 эскадрона, 351 человек, командир — полковник Шарль-Андре Меда)
  - 2-й конно-егерский полк (3 эскадрона, 377 человек, командир — полковник Жан Матис)
- дивизионная артиллерия
  - 6-я рота 2-го полка конной артиллерии (6 четырёхфунтовых пушек, 120 человек)
    - Всего: 20 эскадронов, около 3450 человек, 6 орудий[4].

## Награждённые

### Комманданы ордена Почётного легиона
- Луи-Пьер Монбрен, 25 апреля 1809 – дивизионный генерал, командир дивизии
- Клод Пажоль, 25 апреля 1809 – бригадный генерал, командир 1-й бригады
- Шарль Жакино, 17 июля 1809 – бригадный генерал, командир 2-й бригады

### Офицеры ордена Почётного легиона
- Пьер Гомбо, 29 апреля 1809 – командир эскадрона 2-го конно-егерского
- Жан Лион, 29 апреля 1809 – командир эскадрона 2-го конно-егерского
- Олье, 30 апреля 1809 – командир эскадрона 1-го конно-егерского
- Матьё Дезира, 10 июня 1809 – полковник, командир 11-го конно-егерского
- Жан-Батист Жакино, 10 июня 1809 – командир эскадрона 11-го конно-егерского
- Огюст Деливремон, 10 июня 1809 – командир эскадрона 12-го конно-егерского
- Жан-Пьер Сибле, 15 июня 1809 – капитан 12-го конно-егерского
- Луи Брике, 17 июля 1809 – капитан 7-го гусарского
- Жозеф Бру, 17 июля 1809 – капитан 12-го конно-егерского
- Калон, 17 июля 1809 – капитан, адъютант генерала Монбрена
- Маргарон, 17 июля 1809 – командир эскадрона 1-го конно-егерского
- Эме Жосслен, 17 июля 1809 – командир эскадрона 2-го конно-егерского
- Жан-Батист Лижар, 17 июля 1809 – майор 7-го гусарского
- Клод Мёзьё, 17 июля 1809 – майор 11-го конно-егерского
- Жозеф Тавернье, 17 июля 1809 – полковник, начальник штаба
- Ноэль Пети-Прессиньи, 17 июля 1809 – полковник, бывший начальник штаба
- Ипполит д’Эпиншаль, 17 июля 1809 – капитан 5-го гусарского

### Комментарии
1. ↑  Большую часть кампании дивизия действовала в составе 3-го армейского корпуса